# Stefanija (pesem)
Stefanija (ukrajinsko Стефанія, izgovorjava [steˈfɑn⁽ʲ⁾ijɐ] ()) je pesem iz leta 2022 ukrajinske folk-rap skupine Kaluš Orkestra. Pesem je predstavljala Ukrajino na tekmovanju za pesem Evrovizije 2022.
Stefanija je tretja pesem, ki je bila v celoti zapeta v ukrajinskem jeziku in je predstavljala državo na Evroviziji, a druga, ki je dejansko tekmovala zaradi odpovedane Evrovizije 2020. Na tekmovanju je zmagala s 631 točkami, s čimer je postala prva pesem, ki je bila v celoti zapeta v ukrajinskem jeziku, in prva zmagovita rap pesem.

## Ozadje
Pesem je hvalnica materi, pripovedovalec pa govori o lepih spominih na lastno mamo. Pesem sprva govori o staranju matere, pri čemer se sklicuje na nostalgično preteklost. Pesem kasneje obravnava stiske matere, pripovedovalec pa se zaveda, koliko je mati naredila zanj. Uspavanka na koncu vsakega rap verza pripovedovalca vrne v čas materine oskrbe. Pesem je posvečena mami Olega Psijuka, ki ji je ime Stefanija.
V pesmi sta močno zastopani dve tradicionalni ukrajinski pihali: sopilka in telenka.

## Tekmovanje za pesem Evrovizije

### Vidbir 2022
Stefanija je bila ena izmed tekmovalnih vstopov v Vidbir 2022, televizijsko glasbeno tekmovanje za določitev ukrajinskega kandidata za Pesem Evrovizije 2022. Izbor konkurenčnih prispevkov za Vidbir je potekal v treh etapah. Na prvi stopnji so se umetniki in tekstopisci prijavili  na natečaj prek spletnega obrazca. Sedemindvajset točk je bilo uvrščenih in objavljenih 17. januarja 2022. Druga faza je bila avdicija vseh sedemindvajset izbranih točk na podane datume. Za napredovanje je bilo izbranih osem aktov, rezultati pa so bili objavljeni 24. januarja 2022. Tretja faza je bila finalna in je potekala 12. februarja 2022. Zmagovalec je bil izbran s kombinacijo 50/50 glasov javnega televizijskega glasovanja in tričlanske strokovne žirije, ki sta jo sestavljala ukrajinska udeleženca iz let 2006 in 2016 Tina Karol in Jamala, poleg Jaroslava Lodihina, člana upravnega odbora Suspilne (nacionalne javne radiotelevizije v Ukrajini).
Umetniki in skladatelji so imeli možnost oddati svoje prispevke med 14. decembrom 2021 in 10. januarjem 2022. Na natečaj so se lahko prijavili samo izvajalci, ki od leta 2014 niso nastopili na koncertu v Rusiji ali od leta 2014 vstopili na ozemlje Krima. Izbirna komisija, ki je vključevala glasbenega producenta oddaje Mihajla Koševja in televizijskega producenta oddaje Oleksija Hončarenka, je pregledala 284 prispevkov, 17. januarja 2022 pa so objavili 27 uvrščenih prispevkov. Kasneje so potekale avdicije na prizorišču My Dream Space v Kijevu, kjer je bilo osem prispevkov uvrščenih v ožji izbor za tekmovanje v nacionalnem finalu. 24. januarja 2022 je bilo razglašenih osem izbranih tekmovalnih aktov. V finalu Vidbirja, ki je potekal 12. februarja, je zmagala Alina Pash, ki pa je na koncu svojo zmago zavrnila zaradi domnevne kršitve pravila o nenastopanju v Rusiji ali potovanja na Krim. Tako je bilo zastopanje Ukrajine na tekmovanju za pesem Evrovizije 2022 ponujeno orkestru Kaluš. 22. februarja je skupina ponudbo sprejela.

### Na Evroviziji
V skladu s pravili Evrovizije se morajo vse države, razen države gostiteljice in "velike peterice" ( Francija, Nemčija, Italija, Španija in Združeno kraljestvo), kvalificirati v enega od dveh polfinalov, da se lahko potegujejo za finale; od tega v finale iz vsakega polfinala napreduje deset najboljših držav. Evropska radiodifuzna zveza (EBU) je konkurenčne države razdelila v šest različnih žrebov na podlagi vzorcev glasovanja iz prejšnjih tekmovanj, pri čemer so države z ugodno zgodovino glasovanja dali v isti žreb. 25. januarja 2022 je potekal žreb za dodelitev polfinala ter polovico, v kateri bo skupina nastopila. Ukrajina se je uvrstila v prvi polfinale, ki je potekal 10. maja 2022, in nastopila v prvi polovici polfinala. Orkester se je uvrstil v veliki finale, v katerem so tudi zmagali.

Po koncu glasovanja žirije je bila Ukrajina na 4. mestu. 439 prejetih točk s teleglasovanja je največ prejetih teleglasovalnih točk v zgodovini tekmovanja do zdaj, Ukrajina pa je prejela tudi točke od vseh držav na teleglasovanju (vse razen Malte, Severne Makedonije in Srbije so državi dale 10 točk ali 12 točk). Ukrajini je zmanjkalo le 29 točk od najvišjega možnega seštevka točka iz teleglasovanja.
| Lestvica (2022)                         | Najvišje mesto |
| --------------------------------------- | -------------- |
| Australia Digital Tracks (ARIA)         | 27             |
| Avstrija (Ö3 Austria Top 40)            | 26             |
| Belgija (Ultratop 50 Flanders)          | 24             |
| Hrvaška (Billboard)                     | 6              |
| Češka (Singles Digitál Top 100)         | 22             |
| Finska (Suomen virallinen lista)        | 2              |
| Nemčija (Official German Charts)        | 22             |
| Global 200 (Billboard)                  | 85             |
| Madžarska (Single Top 40)               | 5              |
| Islandija (Plötutíðindi)                | 14             |
| Irska (IRMA)                            | 30             |
| Italija (FIMI)                          | 53             |
| Litva (AGATA)                           | 1              |
| Nizozemska (Dutch Top 40)               | 38             |
| Nizozemska (Single Top 100)             | 36             |
| Norveška (VG-lista)                     | 19             |
| Portugalska (AFP)                       | 92             |
| Slovaška (Singles Digitál Top 100)      | 27             |
| Švedska (Sverigetopplistan)             | 7              |
| Švica (Schweizer Hitparade)             | 11             |
| UK Singles (OCC)                        | 38             |
| Ukraine Airplay (TopHit)                | 1              |
| US World Digital Song Sales (Billboard) | 2              |

| Lestvica (2022)          | Najvišja uvrstitev |
| ------------------------ | ------------------ |
| Ukraine Airplay (Tophit) | 1                  |